# Union des francophones
L'Union des francophones (UF) est une liste de cartel présentée par certains partis francophones aux élections provinciales et régionales dans la province de Brabant-Flamand, plus particulièrement dans l'arrondissement administratif de Hal-Vilvorde, où vivent de nombreux francophones. 

## Histoire

### Genèse de l'UF
Dans les années 1980 est mis sur pied un « Groupement des francophones de la Périphérie » (GFP) rassemblant des élus francophones de la « périphérie ». La scission de la province du Brabant en 1994 et la naissance de celle du Brabant flamand amenèrent en octobre 1994 à la création de l’Union des Francophones (UF) à l’occasion des élections provinciales. L'UF a été fondée sous le parrainage des quatre fédérations bruxelloises des partis qui la composent : PSC devenu CDH, FDF, PRL devenu MR-LB, PS. C'est donc un cartel dirigé par les représentants des quatre partis qui la composent. Son Bureau est composé de quatre coprésidents et trois membres par parti. Peuvent y siéger des membres cooptés, ainsi que les élus régionaux et provinciaux UF, et les bourgmestres ayant appuyé les listes UF. Son assemblée générale rassemble tous les mandataires francophones de la « périphérie ».
Le parti Ecolo a longtemps refusé d'entrer dans ce type de cartel et appelait à voter pour ses homologues écologistes flamands (Groen!) tant aux élections provinciales et régionales qu'aux communales, allant jusqu'à refuser, en 1997, la mise sur pied par des militants Ecolo d'un groupe local à Rhode-Saint-Genèse. Toutefois, la position des écologistes francophones a évolué vers la participation à un cartel francophone, ce qui s'est concrétisé dans plusieurs communes à facilités lors des élections communales de 2006.

### Élections régionales flamandes
Lors des élections régionales flamandes de juin 2004, l'unique élu sortant, Christian Van Eyken (MR-FDF, bourgmestre de Linkebeek), a été réélu.
Lors des élections de mai 2019, l'UF perd son unique élu au parlement flamand.  

### Élections provinciales du Brabant-flamand
Lors des élections provinciales d'octobre 2000, l'UF a obtenu 6 élus, soit Michel Dandoy (MR-PRL, conseiller communal à Dilbeek), Eric Poswick (MR-PRL, Overijse), Jean-Pierre Sans (MR-FDF, échevin à Wezembeek-Oppem), Dominique Houtart (MR-PRL, Kraainem), François van Hoobrouck d’Aspre (MR-PRL, bourgmestre de Wezembeek-Oppem), Francine Collet-Vandersmissen (MR-FDF, échevine à Linkebeek).

### Élections communales et des conseils deCPAS
Au niveau communal, la situation est plus complexe, la situation diffère d'une commune à l'autre et d'une élection à la suivante :
- soit une seule liste de cartel francophone
- soit une « liste du bourgmestre » regroupant parfois des francophones et des néerlandophones
- soit des listes de partis politiques.

La situation diffère considérablement entre les six communes à facilités, où tant les francophones que les néerlandophones participent d'office à la gestion communale, et les autres communes à minorités francophones, où les élus francophones sont systématiquement écartés de toute coalition. 
Après les élections communales de 2000 à Vilvorde, la majorité relative CVP-SP-Agalev a toutefois débauché deux élus francophones, sans en nommer un seul comme échevin, pour s'assurer la majorité absolue et ainsi éviter une coalition non voulue entre les deux plus grands partis, CVP et VLD. Ces deux élus ont été exclus par le FDF.

#### Communes de la périphérie bruxelloise
Communes de la périphérie bruxelloise (Brabant-Flamand) comptant au moins un élu de liste francophone (UF, Union, PF ou autre).

##### Communes dites à facilités pour les francophones
- Drogenbos (arrondissement de Hal-Vilvorde) : jusqu'en 2006, il n'y a jamais eu de liste UF ou équivalente aux communales, le bourgmestre CD&V Jean Calmeyn (décédé en 2005) a pendant plus de 30 ans assuré la paix linguistique dans sa commune et remporté toutes les élections à la tête d'une Liste du bourgmestre bilingue[4]. En 2006, la liste UF a obtenu six sièges (cinq FDF, un PS[5]) sur 15 au conseil communal[6] et 5 (3 FDF, 2 PS[5]) sur 9 au conseil CPAS[7].
- Crainhem (arrondissement de Hal-Vilvorde) : la liste UNION a obtenu 13 sièges sur 23 en 2000, la liste flamande KZ000 5 sièges et la LBM (Liste du Bourgmestre Marick, francophone) 6, alors qu'en 1994 la LBM avait recueilli 18 sièges contre 5 à la liste flamande Kartel.
- Linkebeek (arrondissement de Hal-Vilvorde) : la Liste du bourgmestre (francophone) menée par le député UF Christian Van Eycken (MR-FDF) a emporté 12 sièges sur 15 en 2000, 13 sur 15 en 1994, 12 sur 15 en 1988, 11 sur 15 en 1982 (le PS ayant présenté une liste distincte, qui n'a pas eu d'élu)
- Rhode-Saint-Genèse (arrondissement de Hal-Vilvorde) : la liste bilingue Intérêts Communaux - Gemeentebelang a obtenu 16 sièges sur 25 en 2000, soit un de plus qu'en 1994.
- Wemmel (arrondissement de Hal-Vilvorde) : la Liste du bourgmestre, bilingue, a obtenu 17 sièges sur 23 en 2000.
- Wezembeek-Oppem (arrondissement de Hal-Vilvorde) : la liste UF a remporté 16 sièges sur 23 en 2000 (6 de plus qu'en 1994), la liste bilingue Entente communale - Gemeentelijke Eendracht de l'ancien bourgmestre est passée de neuf à quatre sièges, le liste flamande DWO (Demokraten Wezembeek Oppem) de 4 à 3 (1 CD&V, 1 SP.A, 1 N-VA), et la nouvelle liste ECOLEV (Ecolo-Agalev) n'a obtenu aucun siège.

##### Communes officiellement unilingues flamandes
Communes officiellement unilingues flamandes, sans facilités pour les francophones :
| Commune            | Habitants en 2014 | 1976  | 1982  | 1988         | 1994               | 2000                                      | 2006                                   | 2012                                         |
| ------------------ | ----------------- | ----- | ----- | ------------ | ------------------ | ----------------------------------------- | -------------------------------------- | -------------------------------------------- |
| Beersel            | 24 447            | -     | -     | 2 FDF, 1 PRL | 3 FDF, 0 PRL, 0 PS | 2 776 voix; 18,59 %; 6 UF (sur 27)        | 3 116 voix; 19,99 %; 5 UF              | 2 089 voix; 13,9 %; 4 UB (sur 27)            |
| Dilbeek            | 40 454            | -     | -     | 5 UNION      | 6 UNION            | 3 698 voix; 14,27 %; 5 UNION (sur 33)     | 3 990 voix; 14,79 %; 4 UF              | 3 142 voix; 12,0 %; 4 UF (sur 35)            |
| Grimbergen         | 35 819            | -     | -     | -            | 4 UF               | 2 836 voix; 12,82 %; 4 UF (sur 31)        | 2 991 voix; 13,1 %; 4 UF               | 2 455 voix; 10,9 %; 3 UF (sur 33)            |
| Hoeilaart          | 10 555            | -     | -     | 0 Union      | 3 Union            | 585 voix; 9,91 %; 2 Union, 0 UFE (sur 21) | 567 voix; 9,3 %; 0 Union, 1 UF         | 558 voix; 9,0 %; 1 UF (sur 21)               |
| Meise              | 18 436            | -     | -     | -            | 1 Union            | 728 voix; 5,85%; 0 Union                  | -                                      | -                                            |
| Overijse           | 24 721            | -     | -     | 9 Union      | 10 Union           | 3 700 voix; 27,65 %; 9 Union (sur 27)     | 1 780 voix; 12,68 %; 3 UF              | 3 319 voix; 24,3 %; 7 UF (sur 27)            |
| Leeuw-Saint-Pierre | 32 265            | -     | -     | 3 PF, 1 PS   | 5 PF               | 3 264 voix; 17,27 %; 5 PF (sur 29)        | 4 186 voix; 21,21 %; 7 PF (sur 31)     | 4 215 voix; 22,1 %; 8 PF (sur 31)            |
| Tervuren           | 21 280            | -     | 3 PRL | 4 PRL-GFP    | 4 Union            | 1 819 voix; 16,81 %; 4 Union (sur 27)     | 2 347 voix; 20,7 %; 7 Union (sur 27)   | 1 948 voix; 17,0 %; 4 Tervuren unie (sur 27) |
| Vilvorde           | 41 097            | 4 FDF | 4 FDF | 3 FDF        | 2 FDF              | 3 FDF, 0 FIM-PGO (sur 31)                 | 3 FDF-PS (2 FDF, 1 PS), 0 CDH (sur 33) | 10,71 %; 3 UF (sur 35)                       |
| Zaventem           | 31 760            | 3 PF  | 4 PF  | 3 PF         | 4 UF               | 2 546 voix; 16,11 %; 5 UF (sur 29)        | 3 295 voix; 19,73 %; 6 UF (sur 29)     | 3 420 voix; 20,0 %; 7 UF (sur 31)            |
| Hal                | 36 922            | -     | -     | -            | -                  | -                                         | -                                      | 4,46 %; 1 UF (sur 33)                        |